# USA:s sjunde flotta

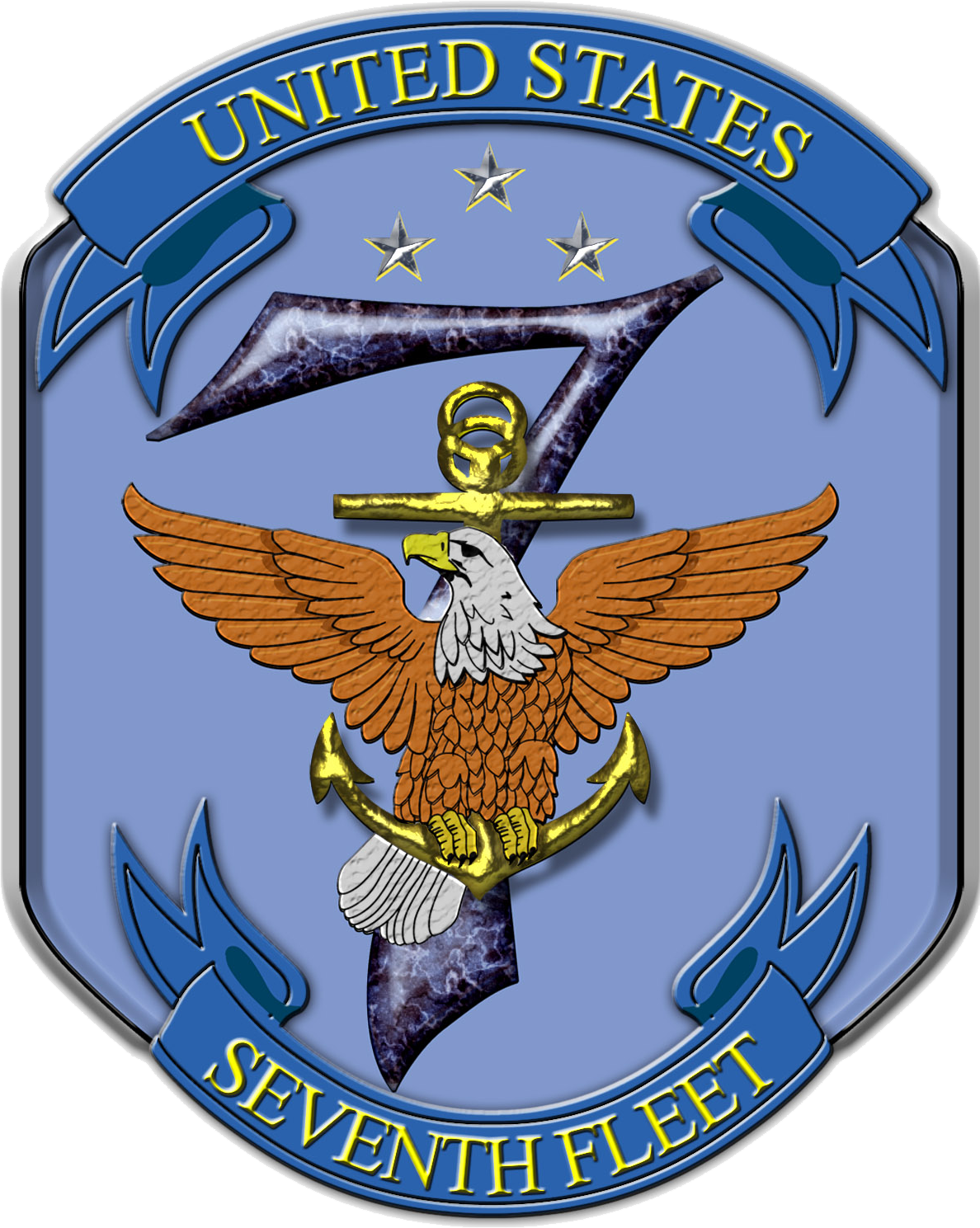
Vapensköld USA:s sjunde flotta

Sjunde flottan är en numrerad flotta i USA:s flotta. Flottan är aktiv,  grundades 1943 och har sitt huvudkvarter vid US Fleet Activities Yokosuka, i Yokosuka, Kanagawa prefektur, Japan. Nuvarande befälhavare (2019) är viceamiral Phillip G. Sawyer. Den är en del av USA:s Stillahavsflotta. För närvarande är det den största av de aktiva amerikanska flottorna med 60 till 70 fartyg, 300 flygplan och 40 000 marin- och marinkårspersonal. Dess huvuduppgifter är att ge gemensam ledning i naturkatastrofer eller militära operationer och operativt befäl för alla sjöstyrkor i regionen.

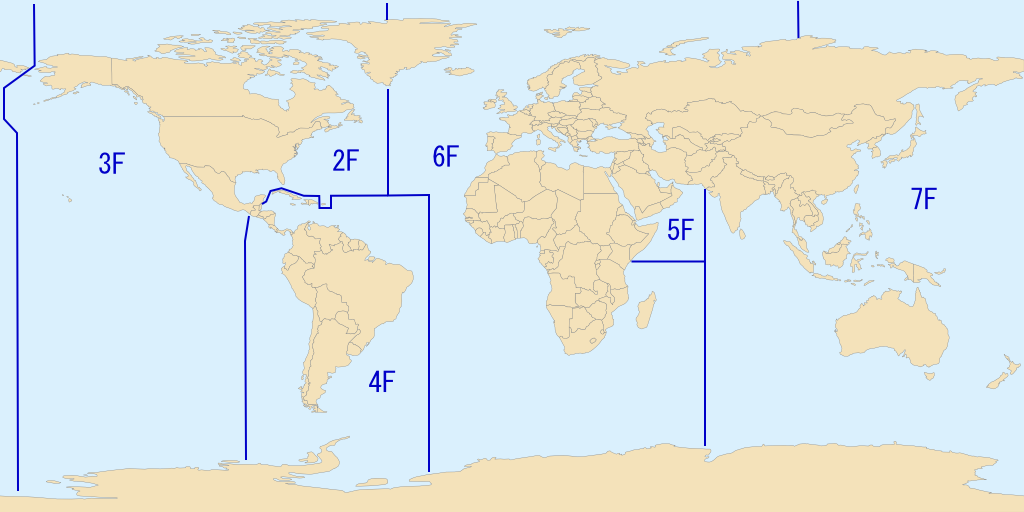
Sjunde flottans ansvarsområde, 2009.